# Łopacin
Łopacin es un pueblo de Polonia, en Mazovia.  Se encuentra en el distrito (Gmina) de Sońsk, perteneciente al condado (Powiat) de Ciechanów. Se encuentra aproximadamente a 6 km al suroeste de Sońsk, 14 km al sur de Ciechanów, y a 64 km  al norte de Varsovia. Su población es de 299 habitantes.
Entre 1975 y 1998 perteneció al voivodato de Ciechanów.